# Orfeus (Rossi)
Orfeus (francouzsky L'Orfeo) je opera o prologu a třech dějstvích italského hudebního skladatele Luigiho Rossi. Libreto na téma antického mýtu o Orfeovi a Eurydice napsal Francesco Buti. Opera měla premiéru 2. března 1647 v Paříži v Théâtre du Palais-Royal.
Antický příběh je libretistou velmi volně upraven. Do děje je vložena i řada komických scén. Tragický konec příběhu zde není změněn, jako je to v případě dalších barokních oper na toto téma, ale je jen velmi stručně zmíněn v závěru opery.
Původní uvedení trvalo více než šest hodin a mělo úspěch. Nákladná výprava představení byla ale kritizována a údajně byla jedním z důvodů pádu kardinála Mazarina a vypuknutí šlechtického povstání Fronda.

## Nahrávky
- 1991 Orfeo, zpívají: Agnès Mellon, Monique Zanetti, Sandrine Piau, Les Arts Florissants, conducted by William Christie (nahrávka Harmonia Mundi)[1]
- 2017 Orfeo představení z Grand Théâtre v Bordeaux v roce 2016. Obsazení: Orfeus (Judith van Wanroij), Eurydika (Francesca Aspromonte), Aristeo (Giuseppina Bridelli), Venuše, Proserpina (Giulia Semenzato), Věštec, Pluto (Nahuel di Pierro), Chůva, Amor (Ray Chenez), Satyr (Renato Dolcini), Stařena (Dominique Visse), Endymión, Charón (Victor Torres), Mómos (Marc Mauillon), Apollón (David Tricou), Tři Grácie (Alicia Amo, Violaine Le Chenadec, Floriane Hasler), Tři sudičky (Guillaume Gutiérrez, Olivier Coiffet, Virgile Ancely). Orchestr a sbor Pygmalion Ensemble, dirigent: Raphaël Pichon[2] (nahrávka Harmonia Mundi).[3] Uvedeno v Českém rozhlasu.[4]